# Ashford (ort i Irland)
Ashford (iriska: Ath na Fuinseoige) är en ort i republiken Irland.   Den ligger i grevskapet Wicklow och provinsen Leinster, i den östra delen av landet, 40 km söder om huvudstaden Dublin. Ashford ligger 81 meter över havet och antalet invånare är 1 449.
Terrängen runt Ashford är platt österut, men västerut är den kuperad. En vik av havet är nära Ashford österut.Runt Ashford är det ganska tätbefolkat, med 86 invånare per kvadratkilometer. Närmaste större samhälle är Wicklow, 5,6 km sydost om Ashford. Trakten runt Ashford består i huvudsak av gräsmarker.